# Magalhães Barata
Magalhães Barata is een gemeente in de Braziliaanse deelstaat Pará. De gemeente telt 7.895 inwoners (schatting 2009).

## Geboren in Magalhães Barata
- Rony (1995), voetballer